# حادثة كوبري عباس
اختلطت في الوعي الشعبي أحداث كوبري عباس في عهد النقراشي في شباط (فبراير) 1946 بما جرى في المكان نفسه من تظاهرات عام 1935 في عهد وزارة توفيق نسيم الثالثة، ولهذه الأسباب مجتمعة، أصبحت أحداث كوبري عباس أقرب إلى الأسطورة منها إلى الحقيقة التاريخية.

## مظاهرة 13 نوفمبر 1935م
حين تولّت وزارة نسيم في 14 نوفمبر 1934م استصدرت أمراً ملكياً بإبطال العمل بدستور 1930، إلى أن يوضع نظام دستوري جديد يحل محل دستوري 1923م و 1930م، وفي 9 نوفمبر 1935 وفي قاعة «الجولدن هول» بلندن، ألقى السير صمويل هور، وزير الخارجية البريطاني، تصريحا أثار الشارع المصري ومثّل الفتيل الأول في اندلاع مظاهرات كوبري عباس الأولى في مثل هذا اليوم 13 نوفمبر 1935م حيث صرح هور بأن دستور 1923م غير صالح للعمل به، في مصر وأن دستور 1930م ضد رغبة الأمة بالإجماع، والتهبت المشاعر بسبب هذا التصريح الذي تزامن مع الاحتفال بعيد الجهاد في 13 نوفمبر فتحوّل الاحتفال بهذا العيد إلى مظاهرات عارمة تندد بتصريح هور وتنادي بسقوط الحكومة، وخرج طلاب الجامعة وانضم إليهم طلاب المدارس في مظاهرة وشارك معهم طلاب مدرستي التجارة المتوسطة بالجيزة والسعيدية، هاتفين ضد تصريح هور وإنجلترا ومنادين بسقوط الحكومة، وحدث صدام بين البوليس والطلاب عندما حاولوا اجتياز كوبري عباس، وأطلق البوليس النار على الذين عبروه، وسقط عدد من الجرحى والشهداء، وكان منهم محمد عبد المجيد مرسي الطالب بكلية الزراعة وطالب الآداب محمد عبد الحكم الجراحي، وتجددت المظاهرات واستشهد الطالب على طه عفيفي في 17 نوفمبر، ثم قام هور بإلقاء خطاب يخفف فيه من تصريحه السابق.
وتحت ضغط الحركة الطلابية استجاب الرأي العام وأعلن أن يوم 21 نوفمبر 1935 سيكون إضرابًا عامًا.

## بطل كوبرى عباس
إنه الطالب محمد بلال، من مواليد مطوبس بمحافظة كفر الشيخ عام 1914م، والذي تلقّى تعليمه الثانوي في داخلية المدرسة العباسية الثانوية بمحرم بك بالإسكندرية.
والتحق بكلية طب القصر العيني بالقاهرة. كان خطيبًا ثائرًا لديه قدرة على جذب الشباب لمناهضة الإنجليز المحتل، وقد انضم مبكرًا لحزب الوفد تحت زعامة اللجنة التنفيذية العليا للطلبة ولجان منظمة الشباب الوفدي المُسمّاة (القمصان الزرقاء) ما بين عام 1935م و 1940م. وكان يعرف بـ «زعيم الشباب».

### بطولاته
في عام 1935م عندما ألغى رئيس الوزراء إسماعيل باشا صدقي العمل بدستور 1923م. والذي كان معمولا ًبه من قبل، وأقرهَّ الشعب المصري رغم أنف الاحتلال والقصر الملكي؛ حدثت حالة من الغليان بين جموع الشعب، وأضرب طلاب الجامعة والمدارس الثانوية، وخرجت المظاهرات الغاضبة تهتف بحياة الوفد والنحاس وسقوط الاحتلال. فتصدّت لهم فرق الأمن المسلحة بالرشاشات وأطلقت الرصاص عليهم وضربوهم بالهراوات (العُصي الغلظة). وجاءت سيارات الإسعاف لتحمل الطلبة المصابين والجثث.
فقد كان على رأس المظاهرات بصفته طالب بكلية الطب. اتجه مسرعًا إلى مستشفى القصر العيني لمتابعة المصابين، وعاد سريعًا ليعلن إصابة الطالب عبد الحكيم الجراحي وأنه في حالة خطيرة فتأججت ثورة الطلاب حزنًا على زميلهم، واجتمعت اللجنة التنفيذية العليا للطلبة وتضم مندوبين عن الكليات وقررت الاستمرار في المظاهرات، خاصة بعد وفاة الطالب على طه عفيفي. وطالبوا بخروج جثمانه وزميله عبد الحكيم الجراحي. في مظاهرة شعبية تليق بهما وتقدّم الطالب محمد بلال بعريضة إلى وزير المعارف؛ قوبلت بالرفض. فزادت نيران الغضب بين الطلبة المتظاهرون وخرجوا في صباح اليوم التالي إلى أقرب الثكنات الإنجليزية بهدف الوصول إلى قصر عابدين، فأُلقي القبض على الطالب إبراهيم شكري (وزير الزراعة وزعيم حزب العمل فيما بعد) ضمن مئات الطلبة المقبوض عليهم.
استطاع محمد بلال، ونور الدين طراف (وزير الصحة فيما بعد) من سرقة جثمان الطالب علي طه عفيفي، وانضم إليهما الطالب عبد اللطيف جوهر، وتم إخفاء الجثة بمدرج المحاضرات. فاهتزت وزارة الداخلية لحادث سرقة الجثة وتم تفتيش منزل الطالب محمد بلال بمعرفة حسن باشا رفعت (وكيل الداخلية) والدكتور علي باشا إبراهيم. حيث وجدوا ملابس بها آثار دماء ولكنهم لم يجدوا الجثة، ولم يجد التفتيش شيئًا. وأمام إلحاح الشرطة اشترط محمد بلال التصريح الرسمي بجنازة شعبية للشهيد عفيفي ولم يرشد عن مكان الجثة إلا بعد مكالمة من مصطفى باشا النحاس يؤكد فيها لمحمد بلال بموافقة وزير الداخلية على طلبه وبالفعل وتم تشييع الجنازة كما أراد.

### في ذاكرة مصر المعاصرة
تلقّى مشروع ذاكرة مصر المعاصرة، الصادر عن مكتبة الإسكندرية، إهداء قيم من أسرة الدكتور الراحل محمد بلال، بين أوراق خاصة وصور ومقتنيات زعيم الشباب.
في سبيل أرشفتها ورقمنتها وإتاحتها لزوار الموقع الإلكتروني. وقد أشار الأستاذ طارق بلال من أسرة الدكتور محمد بلال إلى أن العائلة قررت إهداء تلك المجموعة لذاكرة مصر من أجل الحفاظ عليها، خاصة بعد أن تلقّى المشروع إهداءات من أسر عديدة وأتاحها عبر الموقع الإلكتروني.

## مظاهرة 1945-1946م
حادثة كوبري عباس هي حادثة شهيرة في تاريخ مصر الحديث، حدثت في عهد وزارة محمود النقراشي باشا عام 1946م في عهد الملك فاروق، تحديداً في يوم 9 فبراير 1946م.
بعد اغتيال أحمد ماهر، كلّف الملك محمود النقراشي باشا بتشكيل الوزارة في 24 فبراير 1945م.
بدأت تظهر بوادر تناقص شعبية فاروق، فقد تسببت الحرب العالمية الثانية في تغييرات اجتماعية واقتصادية في الشعب المصري أخرجته عن وداعته وحلمه وتفاؤله وألقت به في أزمات خانقة جعلته أكثر تشاؤماً وواقعية، لذلك لم تفلح معه حملات الملك الدعائية التقليدية.
و بعد تولّي النقراشي الوزارة أعاد فتح باب المفاوضات مرة أخرى مع بريطانيا حول الجلاء وحاول إحياء اتفاق صدقي-بيفن الذي أفشلته المظاهرات الشعبية واستقالة صدقي، فتقدمت حكومته في 20 ديسمبر 1945 م بمذكرة للسفير البريطاني بطلب بدء المفاوضات حول الجلاء. وكان الشعب المصري تحدوه آمال عريضة في قرب الاستقلال بعد أن انتهت الحرب العالمية الثانية وتأسست الأمم المتحدة التي أخذت تلعب دوراً مناصراً للشعوب في تقرير مصيرها.
و لكن الرد البريطاني في 26 يناير 1946 عاد وأكّد على الثوابت الرئيسية التي قامت عليها معاهدة 1936م والتي أعطت مصر استقلالاً منقوصاً يتمثل في بقاء قوات بريطانية في مصر لتأمين قناة السويس، فكان الرد البريطاني بمثابة صفعة لكل آمال الشعب المصري، فاندلعت المظاهرات العارمة للطلبة في كل أنحاء مصر تطالب بالجلاء وقطع المفاوضات.
وفي يوم 9 فبراير 1946م أصدرت اللجنة التنفيذية العليا للطلبة ـ وكانت بمثابة الاتحاد العالم للطلاب ـ قرارًا بدعوة الطلاب لعقد مؤتمرات عامة يوم 9 فبراير لمناقشة حالة البلاد في ظل الاحتلال وهاجمت مبدأ الدفاع المشترك مع بريطانيا الذي يحمل معنى الحماية الاستعمارية وطالبت بعدم الدخول في المفاوضات إلا على أساس الجلاء التام.
انعقد المؤتمر العام الأول في يوم 9 فبراير 1946 في جامعة فؤاد الأول ـ جامعة القاهرة حاليًا ـ بالجيزة وشارك فيه كثيرون من طلبة المعاهد والمدارس، وعمَّ الاجتماع شعور بالوحدة وأعلن المؤتمر اعتبار المفاوضة عملاً من أعمال الخيانة يجب وقفه، وطالب بإلغاء معاهدة 1936 واتفاقيتي 1899 الخاصتين بالسودان وضرورة جلاء القوات البريطانية فورًا.
بعد هذا خرجت من الجامعة أضخم مظاهرة عرفت منذ قيام الحرب العالمية الثانية فعبرت شارع الجامعة ثم ميدان الجيزة إلى كوبري عباس وما إن توسطته حتى حاصرها البوليس من الجانبين وفتح الكوبري عليها وبدأ الاعتداء على الطلبة فسقط البعض في النيل وقتل وجرح أكثر من مائتي فرد، وفي ذات اليوم حدثت مظاهرة في المنصورة أُصيب فيها 7 شبان و3 جنود واعتقل أربعة كما اعتقل عدد من الشبان في أسوان وفي اليوم التالي عمّت المظاهرات القاهرة والأقاليم.
وقد أقر مأمور بندر الجيزة ومأمور بندر مصر القديمة بأن الأوامر صدرت إليه من رئيسه الإنجليزي فيتز باترك باشا حكمدار الجيزة والإنجليزي رسل باشا حكمدار القاهرة وقتئذ بأن يسمح بخروج طلبة الجامعة في مظاهرتهم معلنين المطالب الوطنية حتى يعبروا كوبري عباس، فيضرب كردونا خلفهم ويضربهم بشدة إذا حاولوا العودة إلي الجيزة
وفي 12 فبراير قامت جنازة صامتة على روح الشهداء وأقام طلبة الأزهر صلاة الغائب عليهم وحدثت اشتباكات بين الشباب والبوليس أمام كلية الطب لفض مؤتمر عقده الطلبة بالكلية واعتقل عدد يتراوح بين 36 و 50 شابًا وحدث اشتباك آخر في الإسكندرية أصيب فيه متظاهرين كما قامت مظاهرة بالزقازيق قتل فيها اثنان وفي المنصورة قتل واحد وجرح مئات.
كما صادرت الحكومة الصحف التي كانت تنشر أخبار المظاهرات وحوادث الاشتباك مع البوليس مبررة ذلك بالقانون الذي يحظر نشر أخبار صحيحة أو كاذبة عن حوادث الإضراب أو المظاهرات التي يقوم بها الطلبة أو غيرهم وذلك حتى لا تسري عدوى «الهياج العام» ولم يمنع ذلك الهيئات المختلفة من الاحتجاج على القمع الحكومي للمظاهرات فأعلن اتحاد خرّيجي الجامعة الاحتجاج واتحاد الأزهر وكلية أصول الدين ولجان الوفد بالأقاليم ومصر الفتاة والفجر الجديد وهي جماعة يسارية ذات صلة قوية بالحركة العمالية في ذلك الوقت.
وأصدرت الحكومة قرارًا بتعطيل الدراسة ثلاثة أيام وفي الأيام التالية استمر اتساع الأحداث في القاهرة والإسكندرية وبور سعيد وشبين الكوم والزقازيق والمحلة الكبرى وطوخ وأسيوط وعطلت الدراسة في الإسكندرية أسبوعًا.
ولم تعد المظاهرات قاصرة على الطلبة ولا الشباب إنما ضمت جماهير من كافة الفئات وبدأ معظمها في الأحياء الشعبية وفي 15 فبراير قامت المظاهرات بعد صلاة الجمعة تهتف بالجلاء وبحياة الشهداء وبدأت الجماهير تتجمع من الغورية والموسكي والعتبة وشارع فؤاد وتألفت مظاهرة كبيرة من الشباب والعمال طافت بحي بولاق أبو العلا تهتف بسقوط الاستعمار كما قامت مظاهرة عنيفة في بورسعيد بعد صلاة الجمعة تصدى لها البوليس بوحشية فأُصيب عدد كبير من المتظاهرين واعتقل 65 متظاهرًا. وقد تجمعت بعض المظاهرات من الشباب والطلبة أمام القصر الملكي بعابدين تهتف بالجلاء والوحدة مع السودان وسقوط الاستعمار.
وفي 16 فبراير أُغلقت المحال العامة في الأحياء الوطنية الأحياء التي يسكنها أغلبية من المصريين احتجاجًا على الحوادث وحدادًا على القتلى وقامت مظاهرة في حي الأزهر.
وأسفر ذلك عن احتجاجات واسعة على مستوى الجمهورية ليبدأ يوم 21 فبراير 1946 الإضراب العام من طلاب مصر ضد سلطات الاحتلال البريطاني ردًا على أحداث 9 فبراير، حيث أدّى الإضراب إلى التحام الطلاب مع القوات البريطانية في ميدان التحرير التي فتحت النار عليهم فقام الطلاب بحرق أحد المعسكرات البريطانية، وامتدت الثورة الطلابية إلى أسيوط جنوبًا والإسكندرية شمالًا، وأسفرت تلك الأحداث عن 28 قتيلًا و432 جريحًا.
والحقيقة أن المؤرخين اختلفوا في المتهم الأول في هذه الحادث الأليم، كما اختلفوا في ضخامة الحدث نفسه، فالكثير ألقى بالتبعية على رئيس الوزراء محمود فهمي النقراشي الذي كان رئيساً للوزراء وكان يتولّى وزارة الداخلية أيضاً في تلك الوزراة، فاتخذ إجراءات قمعية ضد مظاهرات الطلبة وأطلق يد البوليس في استخدام العنف ضدهم، والبعض الآخر اتهم حكمداري القاهرة راسل باشا والجيزة فيتز باتريك باشا، لأنهما المسؤلان عن قمع مظاهرات الطلبة باستخدام أساليب غاية في القسوة.
وعلى الرغم من فداحة الحادث فذلك لم يمنع الملك فاروق من منح نيشان محمد علي لرئيس الوزراء النقراشي باشا مما دل على استهتار الملك بمشاعر الناس ولامبالاة إزاء أرواح شهداء الطلبة التي راحت في هذا الحادث فبدأت تتزايد مظاهرات الطلبة ضد الملك وخاصة في احتفالات عيد ميلاده، ولم يدرك الملك فاروق تغير المزاج العام، وإنما حمَّل الوزارة مسئولية الاضطرابات، فقام بتغيير وزارة النقراشي وتشكيل وزارة جديدة برئاسة إسماعيل صدقي في 16 فبراير 1946م.
من أسباب اكتساب هذا الحدث شهرته الكبيرة ليس كثرة ما وقع فيه من خسائر بشرية، فهي لا تقارن بالخسائر البشرية في ثورة 1919م، وإنما بسبب درامية الحادث. فهو لم يأخذ شكلاً تقليدياً للمصادمات بين البوليس والمتظاهرين استخدمت فيه العصي والحجارة، وإنما أخذ شكلاً غير تقليدي بمحاصرة المتظارهين فوق أحد الكباري على النيل ثم فتح الكوبري عليهم ليسقطوا في النيل.

## يوم حداد وطني
علي أثر ذلك أعلنت اللجنة الوطنية للعمال والطلبة يوم 4 مارس 1946 يومًا للحداد الوطني العام على شهداء 21 فبراير، حيث أُعلن الإضراب العام، واحتُجبت الصحف، وأغلقت المتاجر والمقاهي والمحال العامة، وأضربت المدارس، وتعطلت المصانع، وزحفت جماهير الإسكندرية كزحف يوم 21 فبراير في القاهرة، واستشهد فيها 28 طالبًا، وجرح 342 ومع انتقال الأنباء وقتها إلى عدة دول عربية مجاورة منها سوريا والسودان والأردن ولبنان حيث تم إعلان إضرابًا عامًا في تلك الدول وقتها تضامنًا مع طلاب مصر تضامنت عدة حركات طلابية أخرى حول العالم مع الحركة الطلابية بمصر، وتم اختيار يوم 21 فبراير يومًا عالميًا للطالب.

## اليوم العالمي للطلاب
يحتفل المجلس القومي للشباب يوم 9 فبراير من كل عام بيوم الشباب المصري، الذي يتزامن مع ذكرى تضحيات طلبة جامعة القاهرة (فؤاد الأول سابقاً) والتي عرفت بحادثة كوبري عباس «الجيزة» حيث يعتبر هذا اليوم من الأيام الخالدة في تاريخ الحركة الطلابية والشبابية في مصر، وتتضمن الاحتفاليات مسيرات شبابية في عواصم المحافظات تتقدمها موسيقى الشرطة، والتي تعزف الأناشيد الوطنية.
وجاءت الفكرة من اقتراح رئيس المجلس القومي للشباب السابق الدكتور/ محمد صفيّ الدين خربوش على الشباب المشاركين في «المؤتمر القومي الثاني لشباب مصر» الذي عُقد بالإسكندرية في أغسطس 2008 اختيار يوم للشباب المصري واقترح عليهم ثلاث مناسبات وطنية للاختيار من بينها يوما ليكون عيدا قوميا لهم، وهي ذكرى مولد الزعيم الوطنى مصطفى كامل، أو يوم إلقاء خطبته في الإسكندرية والتي قال فيها مقولته الشهيرة «لو لم أكن مصريا لوددت أن أكون مصريا» أو ذكرى شهداء الجامعة.
وأجمع أكثر من أكثر من 74% من الشباب وقتها على اختيار يوم «شهداء الجامعة» 9 فبراير من كل عام، ليكون عيدا قوميا للشباب يحتفل به سنويا.
كما تم اختيار يوم 21 فبراير يومًا عالميًا للطالب بعد حادث فتح كوبري عباس في 9 فبراير عام 1946م، واستخدام القوات البريطانية العنف ضد الطلاب المطالبين بالجلاء والاستقلال، بعدها تضامنت الحركات الطلابية في العالم أجمع مع الحركة الطلابية في مصر، وانطلقت المظاهرات في أرجاء العالم، في يوم الخميس 21 فبراير وقد سقط 23 قتيلاً و121 جريحاً.